# Andreína Castro
Andreína Vanessa Castro Martínez (sinh ngày 16 tháng 7 năm 1991, Maracay) là một nữ hoàng sắc đẹp và người mẫu Venezuela. Cô là người chiến thắng trong cuộc thi Teen Model Venezuela 2007 được tổ chức tại Caracas, Venezuela vào ngày 20 tháng 8 năm 2007.
Fidelidel đại diện cho bang Aragua trong cuộc thi Hoa hậu Venezuela 2009, vào ngày 24 tháng 9 năm 2009 và được xếp vào 10 thí sinh bán kết. Cô học môn Kỳ.